# Audiofreqüència
L'audiofreqüència, o rang de freqüència, és la freqüència corresponent a una ona sonora audible, o sigui el marge de freqüències audibles pels humans.
No totes les ones mecàniques poden ser percebudes pel sistema auditiu humà. Aquest és sensible únicament a aquelles ones amb una freqüència compresa entre els 20 i els 20.000 Hz aproximadament. Així doncs, les audiofreqüències equivalen a la resposta en freqüència de l'oïda humana.
El rang de freqüències audibles no és exacte ni fix per a totes les persones, especialment pel que fa al límit superior. Per això aquestes dades són aproximades. Pel que fa a la música, el rang usual de freqüències va aproximadament dels 30 als 12.000 Hz. Per determinar la capacitat auditiva d'un individu cal practicar-li una audiometria.
L'espectre audible s'altera amb l'edat i amb l'exposició freqüent a sons amb molta intensitat. Per això és molt important cuidar-lo i no exposar-lo a sons o sorolls molt forts que poden danyar-lo irremeiablement. S'anomena presbiacusia a la pèrdua d'audició amb l'edat.
Per damunt de les audiofreqüències, hi ha els ultrasons (sons superiors als 20 kHz.) i, per sota, els infrasons (sons inferiors als 20 Hertzs).
Cal no confondre les audiofreqüències amb les radiofreqüències. Les audiofreqüències, ones mecàniques, són de baixa freqüència (BF- 20 Hz- 20 kHz) i, per consegüent, no tenen capacitat radiant; mentre que les radiofreqüències, ones electromagnètiques amb capacitat radiant (capaç de propagar-se en el buit), són altes freqüències el marge de les quals va dels 3 kHz de les ones llargues als 300 GHz de les microones.